# Elecciones generales de las Islas Feroe de 2019
Las elecciones generales en las Islas Feroe están programadas para celebrarse el 31 de agosto de 2019.

## Sistema electoral
Desde la entrada en vigor de la Ley de Autonomía el 31 de marzo de 1948, los feroeses eligen a su propio parlamento. El Løgting tiene 33 miembros, todos electos directamente por sufragio universal para un período de cuatro años, aunque son comunes las elecciones anticipadas. Hasta 2007, cada miembro era representante de uno de los seis distritos electorales, pero desde entonces todo el territorio feroés constituye una sola circunscripción. El comisionado del reino representa a Dinamarca en las Islas Feroe y toma parte en las sesiones del parlamento, sin derecho a voto.

## Resultados
| Partido                            | Partido                            | Votos  | %    | +/–   | Escaños | +/–   |
| ---------------------------------- | ---------------------------------- | ------ | ---- | ----- | ------- | ----- |
|                                    | Partido Popular                    | 8,290  | 24.5 | 5.6   | 8       | 2     |
|                                    | Partido de la Igualdad             | 7,480  | 22.1 | 2.9   | 7       | 1     |
|                                    | Partido Unionista                  | 6,784  | 20.3 | 1.6   | 7       | 1     |
|                                    | República                          | 6,127  | 18.1 | 2.6   | 6       | 1     |
|                                    | Partido del Centro                 | 1,815  | 5.4  | 0.1   | 2       | 0     |
|                                    | Progreso                           | 1,559  | 4.6  | 2.3   | 2       | 0     |
|                                    | Partido del Autogobierno           | 1,157  | 3.4  | 0.6   | 1       | 1     |
|                                    |                                    |        |      |       |         |       |
|                                    | Iniciativa del Cannabis            | 310    | 0.9  | Nuevo | 0       | Nuevo |
|                                    | Partido de las Islas Feroe         | 167    | 0.5  | Nuevo | 0       | Nuevo |
| Votos inválidos y en blanco        | Votos inválidos y en blanco        | 150    | 0.2  | –     | –       | –     |
| Total                              | Total                              | 33,779 | 100  | 0     | 33      | 0     |
| Votantes registrados/participación | Votantes registrados/participación | 37,827 | 89.7 | 0.9   | –       | –     |
| Fuente: KVF                        |                                    |        |      |       |         |       |

De los 150 votos nulos, 85 estaban en blanco y 65 inválidos.

## Formación de gobierno
Luego de las elecciones el líder del Partido Unionista Bárður á Steig Nielsen formó un nuevo gobierno de coalición compuesto por el Partido Unionista, el Partido Popular y el Partido de Centro, obteniendo 17 de los 33 escaños del Løgting.[cita requerida]